# Norbert Niemann
Pour les articles homonymes, voir Niemann.
Norbert Niemann, né le 20 mai 1961 à Landau an der Isar (Allemagne), est un écrivain allemand.

## Récompenses et distinctions
- Prix Ingeborg Bachmann
- 2015 : Prix Carl-Amery